# August Brunsig von Brun
August Julius Brunsig Edler von Brun (* 25. Juni 1824 in Trier; † 21. Januar 1905 in Gumbinnen) war ein preußischer Generalmajor.

## Leben

### Herkunft
Er war der Sohn des späteren preußischen Generals der Infanterie Georg Brunsig von Brun (1789–1858) und dessen Ehefrau Henriette August Karoline, geborene Riemann (1798–1833). Der spätere General der Infanterie Arthur Brunsich von Brun (1845–1938) war sein jüngerer Bruder.

### Militärkarriere
Brun besuchte zunächst Gymnasien in Breslau und Danzig. Am 19. Januar 1844 trat er als Musketier in das 5. Infanterie-Regiment der Preußischen Armee in Danzig ein. Dort avancierte er bis April 1847 zum Sekondeleutnant und war von Oktober 1853 bis September 1859 Adjutant des I. Bataillons. In gleicher Eigenschaft war Brun anschließend bei der 3. Infanterie-Brigade tätig, stieg Mitte April desselben Jahres zum Premierleutnant auf und trat am 13. Dezember 1860 als Hauptmann und Chef der 3. Kompanie zu seinem Stammregiment zurück. Brun führte seine Kompanie 1866 während des Krieges gegen Österreich in den Kämpfen bei Trautenau, Tobitschau und Königgrätz. Am 18. Juni 1869 folgte seine Versetzung in das 2. Brandenburgische Grenadier-Regiment Nr. 12. Dort stieg Brun zum Major und Kommandeur des I. Bataillons auf, das er 1870/71 während des Krieges gegen Frankreich in den Schlachten bei Spichern, Vionville, Gravelotte, Beaune-la-Rolande, Orléans und Le Mans sowie bei der Belagerung von Metz führte.
Ausgezeichnet mit beiden Klassen des Eisernen Kreuzes wurde Brun im Juli 1875 Oberstleutnant und nach seiner Beförderung zum Oberst am 28. November 1879 Kommandeur des Anhaltischen Infanterie-Regiments Nr. 93 in Dessau. Seine Leistungen in der Truppenführung wurden durch den Kronenorden II. Klasse und das Kommandeurskreuz I. Klasse des Hausordens Albrechts des Bären gewürdigt. Krankheitsbedingt reichte Brun seinen Abschied ein und wurde am 13. März 1884 mit dem Charakter als Generalmajor und der gesetzlichen Pension zur Disposition gestellt. Am 25. Jahrestag der Schlacht bei Le Mans zeichnete ihn Wilhelm II. mit dem Roten Adlerorden II. Klasse mit Eichenlaub aus.
Er war Ehrenritter der Johanniterordens.

### Familie
Brun hatte sich am 18. September 1858 in Danzig mit Anna Karoline Baum (1837–1887) verheiratet. Aus der Ehe gingen die Töchter Marie (* 1863) und Frieda (* 1866) hervor.